# جاك فورد
جاك فورد (بالإنجليزية: Jack Ford)‏ هو سياسي أمريكي، ولد في 18 مايو 1947 في سبرينغفيلد في الولايات المتحدة، وتوفي في 21 مارس 2015 في توليدو في الولايات المتحدة. انتخب عضو مجلس نواب أوهايو.